# Horloge nucléaire
Ne doit pas être confondu avec Horloge atomique.
L'utilisation d'une transition nucléaire pourrait être mise à profit pour développer une horloge nucléaire. Celle-ci serait très stable et peu susceptible aux perturbations extérieures. Plusieurs groupes de recherche travaillent sur des horloges nucléaires fondées sur des noyaux d'ions thorium 229 (229Th3+).
Une horloge nucléaire utilise des transitions nucléaires, à l'intérieur du noyau atomique, d'où son nom. Une horloge atomique utilise des transitions électroniques, sur lesquelles est fondée la définition de la seconde, mais de plus faible précision.

## Présentation
La première proposition a été lancée en 2003 par des physiciens du PTB, en Allemagne.
Les transitions nucléaires impliquent des fréquences plus élevées que celles des transitions électroniques, qui sont utilisées dans les horloges atomiques. Une horloge nucléaire pourrait avoir une stabilité de 10−19 ; de plus, des neutrons — et non des électrons — étant mis en jeu, elle pourrait être moins affectée par des facteurs environnementaux (tels des champs magnétiques et électriques) qu'une horloge atomique.
Différentes équipes essayent de déterminer la fréquence exacte des émissions laser nécessaires pour exciter les noyaux de thorium 229,,.
Toutefois, d'autres méthodes pourraient exister pour améliorer la précision : en 2018, le JILA a construit des horloges manipulant les atomes avec des lasers dépassant la précision des meilleures horloges au césium : une précision de 2,5 × 10−19 s/s a été atteinte par une horloge utilisant un treillis tridimensionnel d'atomes de strontium.
En août 2024, les chercheurs ont présenté la première horloge nucléaire au monde, marquant une avancée dans la mesure du temps. Développée par le JILA susmentionné, le NIST, IMRA, et le Centre de Vienne pour la science et la technologie quantiques, elle utilise des noyaux de thorium pour améliorer la précision. Bien que le prototype ne surpasse pas encore les horloges atomiques, il représente une étape vers une mesure du temps plus précise et permet l'étude des constantes physiques fondamentales.